# 乔治·埃泽
乔治·埃泽（英語：George Eyser，1870年8月31日—1919年3月6日），美国男子竞技体操运动员。他曾获得1904年夏季奥运会体操比赛男子跳马、爬绳和个人双杠金牌，他在比賽中使用木製義肢代替左腿參加體操比賽。盡管他身障仍然在跳馬比賽中贏得金牌，這個項目當時需要在沒有彈簧板的情況下跳過一個木馬。
他于1919年在丹佛去世。